# Поэчос
Поэчос (исп. Poechos) — водохранилище в перуанском регионе Пьюра. Создано на реке Чира в конце XX века. Находится на высоте 98 м над уровнем моря.
Плотина высотой 49 м и длиной 9 км в гребне насыпи, максимальная глубина — 46 м. Используется для орошения и выработки электроэнергии. Сооружено в несколько этапов: первый этап с 1970 по 1977 год; второй этап с 1978 по 1985; фазы три с 1985 по 1997 год, а также заключительный этап с 2002 по 2004 год.